# Strix (rod)
Strix  je rod sov, ki pripadajo družini pravih sov (Strigidae). 
To so srednje velike sove z močno telesno zgradbo. Nimajo obušesnih čopkov in so večinoma nočne gozdne ptice. Večina se jih prehranjuje z manjšimi sesalci, pticami in plazilci.
Upoštevati je potrebno, da čeprav je leta 1758 Linnaeus določil ta rod za sove brez ušes, so ga mnogi avtorji do konca 19. stoletja v zmoti uporabljali tudi za druge sove (npr. pegasta sova Tyto).

## Vrste
- Strix seloputo
- Strix ocellata
- Strix leptogrammica
  - Strix (leptogrammica) bartelsi
  - Strix (leptogrammica) newarensis
- Strix aluco, lesna sova
- Strix butleri, puščavska sova
- Strix occidentalis
  - Strix occidentalis caurina
- Strix varia
- Strix fulvescens
- Strix hylophila
- Strix rufipes
- Strix chacoensis
- Strix uralensis, kozača (uralska sova)
- Strix davidi, sečuanska kozača
- Strix nebulosa, bradata sova
- Strix woodfordii

## Fosilne vrste
Rod Strix je dobro zastopan v fosilnih ostankih. Verjetno so bile to evolucijsko prve sove izmed sodobnih vrst sov. Čeprav ni zagotovo, da vse vrste, ki so uvrščene v ta rod, dejansko sodijo vanj.
Splošno sprejete vrste v rodu Strix so:
- Strix dakota (zgodnji miocen, Južna Dakota, ZDA) - negotova uvrstitev
- Strix sp. (pozni miocen, Nebraska, ZDA)
- Strix sp. (pozni pliocen, Rębielice Królewski, Poljska)[2]
- Strix intermedia (zgodnji - srednji pleistocen, Evropa) - lahko je podvrsta S. aluco
- Strix brea (pozni pleistocen, JZ Severna Amerika)
- Strix sp. (pozni pleistocen, Ladds, ZDA)

Izumrle vrste, ki so bile včasih uvrščene vStrix:
- "Strix" antiqua – sedaj v Prosybris
- "Strix" brevis – sedaj v Intutula
- "Strix" collongensis – sedaj v Alasio
- "Strix" melitensis in "Strix" sanctialbani – sedaj v Tyto
- "Strix" murivora – samec Mascarenotus murivorusl
- "Strix" newtoni in "Strix" sauzieri – samec in samica  Mascarenotus sauzieri